# Viirelaid (Muhu)
Viirelaid (deutscher Name: Paternoster) ist eine estnische Insel in der Ostsee südöstlich der Insel Muhu (Mohn).
Die Fläche der Insel beträgt 81 Hektar. Sie liegt bis zu 4,5 m über dem Meeresspiegel und ist sehr eben. Die Insel diente in früheren Zeiten als Orientierungspunkt für die Seeschifffahrt. Sie zeigte den von Süden kommenden Schiffen den Weg ins Väinameri.
Auf der Insel befindet sich ein 1881 gebauter Leuchtturm (Renovierung 2002). Der nach dem Holzbau von 1857 errichtete 11 Meter hohe heutige Turm ist wahrscheinlich der älteste erhaltene Metallturm Estlands.